# Self Satisfaction
Self Satisfaction è un album di cover della cantante giapponese Masami Okui pubblicato il 21 agosto 2009 dalla evolution. L'album ha raggiunto la centoventiquattresima posizione della classifica degli album più venduti in Giappone.

## Tracce
1. Divine love (originale: Kitadani Hiroshi)
2. STRATEGY (originale: Miyazaki Ui)
3. ADORATION (originale: Miyazaki Ui)
4. Yuunagi (夕凪) (originale: Ohmi Tomoe)
5. Kagaribi (篝火) (originale: KAORI.)
6. KAKERA (originale: Nogawa Sakura)
7. Time Limit (originale: Miyazaki Ui)
8. HONESTY (originale: Takahashi Hiroki)
9. Fuyu no Himawari (冬の向日葵) (originale: Ohmi Tomoe)
10. Float ~Sora no Kanata de~ (Float ～空の彼方で～) (originale: Ohmi Tomoe)
11. KURENAI (originale: Miyazaki Ui)
12. Ienai Kara -Piano Quintetto- (言えないから -Piano Quintetto-) (originale: Ishida Yoko)